# Замок Поуис
Замок Поуис (англ. Powis  Castle, валл. Castell Powys) — средневековый замок недалеко от Уэлшпула, Поуис, Уэльс. Родовой замок Гербертов, графов Поуис, известен своими садами и интерьерами, которые называют самыми великолепными в Уэльсе. Замок и сад находятся в ведении Национального фонда. Памятник архитектуры первой категории.

## История
Нынешний замок был построен в XIII веке Грифидом ап Гвенвинвином. В отличие от большинства замков в Валлийской марке, он возведён валлийским принцем, а не английскими захватчиками.
Во время конфликтов между двумя государствами Грифид из Поуиса обычно поддерживал англичан, а не валлийцев, что помогло ему обеспечить положение сыну Оуайну, несмотря на то, что само королевство перестало существовать в 1283 году. После смерти отца Оуайн получил пэрство и стал именоваться Оуэном де ла Полем, 1-м лорд Поуиса. Он умер около 1293 года, и титул унаследовал единственный выживший ребёнок — Гевиза Гэдарн, «леди Поуиса». В 1309 году Гевиза вышла замуж за сэра Джона Черлтона, будущего барона Черлтон. Черлтоны жили в замке вплоть до XV века.
В конце XVI века замок приобрёл Эдвард Герберт, младший сын графа Пембрука; Герберты владели замком на протяжении почти 400 лет. Они оставались католиками до XVIII века и, хотя именовались графами, маркизами и якобитскими герцогами Поуис, пережили тюремные заключения и ссылки. Несмотря на это, в конце XVII — начале XVIII века им удалось превратить Поуис из пограничной крепости в аристократический загородный дом и окружить его садом в стиле английского барокко — одним из очень немногих, дошедших до наших дней.

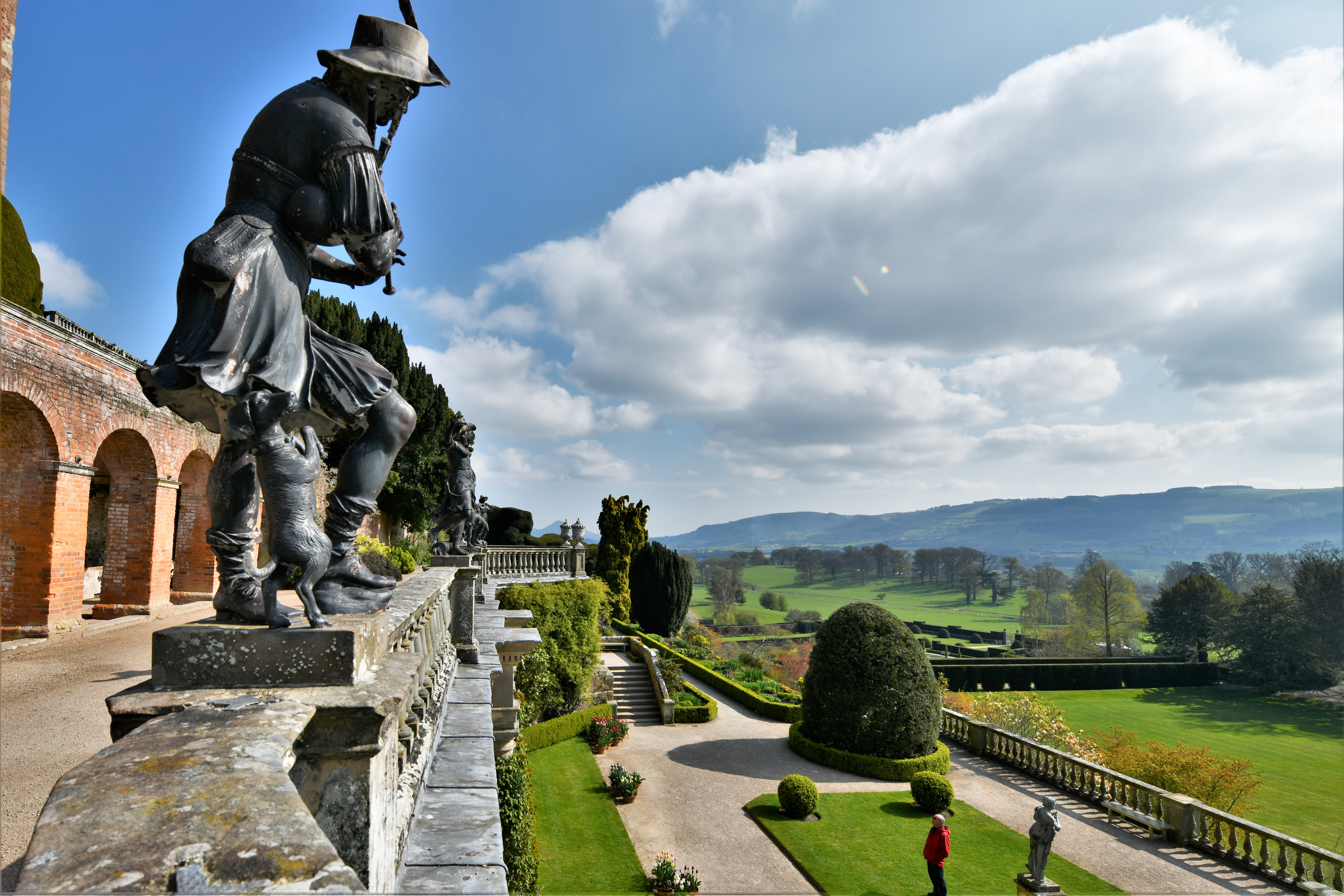
Сады замка Поуис

В 1784 году Генриетта Герберт вышла замуж за Эдварда Клайва, старшего сына Роберта Клайва, 1-го барона Клайва, и этот союз значительно пополнил истощившиеся финансы Гербертов. В начале XX века Джордж Герберт, 4-й граф Поуис, заказал архитектору Джорджу Бодли перестройку замка. Его супруга, графиня Вайолет, взяла на себя заботу о саде, сделав всё, чтобы превратить его в «один из самых красивых, если не самый красивый, в Англии и Уэльсе». Поскольку сыновья и жена 4-го графа умерли раньше него, в 1952 году после смерти самого графа замок перешёл во ведение Национального фонда. Титул унаследовал двоюродный брат графа, Эдвард Герберт; его потомки до сих пор занимают часть замка в соответствии с соглашением с Национальным фондом.